# Носирєв Іполит Васильович
Іполит Васильович Носирєв (26 вересня 1933–28 червня 1999) — радянський, український вчений-мінералог, доктор геолого-мінералогічних наук, професор.

## Біографія
Народився 26 вересня 1933 року в с. Тюковка Воронезької області, Росія. У 1951 році вступив на геолого-географічний факультет Одеського державного університету ім. І. І. Мечникова, який закінчив з відзнакою в 1956 році і отримав диплом інженера-геолога, гідрогеолога.
Трудову діяльність розпочав у Киргизькому геологічному управлінні, де працював інженером-гідрогеологом, начальником загону, потім начальником загону та начальником Північної петрографічної партії. Поруч з виробничою діяльністю займався науковою, привносячи нове розуміння вивчення складу гірських порід в розкриття історії їх походження. У 1962 році, в Інституті геології рудних родовищ, петрографії, мінералогії і геохімії АН СРСР, що у Москві, захистив кандидатську дисертацію на тему «Петрографія донижньокарбонових гранітоїдів Джумгальского хребта (Північний Киргизстан)» та був затверджений у вченому званні старшого наукового співробітника. У 1965 році перейшов на роботу у Всесоюзний науково-дослідний інститут синтезу мінеральної сировини (ВНДІСМС) в Александрові Володимирської області Росії, де певний час працював на посаді старшого наукового співробітника.
У 1968 році був запрошений на роботу в Одеський державний університет ім. І. І. Мечникова, де працював на посаді доцента.
У 1989 році в Ленінградському гірничому інституті захистив докторську дисертацію на тему «Типоморфізм і онтогенія акцесорних мінералів докембрійських порід Українського щита» i в тому ж році вченому було присвоєно звання професора.
У 1970 році в Одеському університеті створює українську школу з вивчення акцесорних мінералів. Генераційний аналіз — це оригінальна розробка Лабораторії акцесорних мінералів Одеського університету, яка представлена у багатьох виданнях. Визначення генерацій мінералів (генераційний аналіз) і їх послідовності утворення дозволяє вивчити еволюцію хімічного процесу в ході парагенезису, утворення і перетворення окремого мінералу та взагалі породи. Серед акцесорних мінералів достовірно визначено генерації циркону, апатиту, монациту (магматичні ранні і пізні, пегматитові, пневматолітові й гідротермальні), які утворилися на відповідних стадіях кристалізації розплаву. Узагальненою моделлю мінералів певної генерації є генераційний тип акцесорного мінералу. Велика частина опублікованих наукових робіт Носирєва (більше 150, з них 7 монографій) присвячена саме проблемам мінералогії.
Помер 28 червня 1999 року на 67-му році життя.

## Праці
- Генерационный анализ акцессорного циркона / И. В. Носырев, В. М. Робул, К. Е. Есипчук, В. И. Орса / Под ред. В. В. Ляховича. — М.: Наука, 1989. — 202 с.
- Анисимов А. М. и др. Кадастры и атлас карт медико-геологических аномалий на территории Одесской области / А. М. Анисимов, С. А. Батечко, В. В. Кенц, И. В. Носырев, А. В. Чепижко; [и др.] ; ред.: И. В. Носырев, Д. В. Тинтюк . — Одесса: Одесский гор. эколого-геол. центр, 1991 . — 176 с.